# Anna Petersen
Anna Sophie Petersen (født 20. februar 1845 i København, død 6. august 1910 i Rønne ) var en dansk kunstmaler og billedhugger.
Petersen uddannede sig som maler i København og Paris og var i lære hos Jean-Jacques Henner. Hun beskæftigede sig først med figurmaleri, senere med portrætter og almuemalerier. I sin samtid var Petersen anerkendt for sin stærke realisme. Stilistisk minder hendes værker om Hans Smidth, L.A. Ring og Niels Bjerre, mens hendes komposition minder om den tyske maler Fritz von Uhde. 
Hun debuterede på Charlottenborg Forårsudstilling i 1883. Hun var i løbet af 1880'erne med på flere udstillinger i udlandet, bl.a. Verdensudstillingen i Paris i 1889.
Anna Petersen boede i Holckenhus, Stormgade 35,st., i perioden 1902-1903. Hun var ugift. Ved Petersens død skriver den danske kunsthistoriker Emil Hannover i hendes nekrolog: "Hvorledes hun i Firsernes Begyndelse var en af de første malende Kvinder herhjemme, [...] for med Kraft og Konsekvens og som god Kamerat af Malerne af det mandlige Køn at kaste sig ind i den den Gang standende Strid for den danske Kunsts Fornyelse gennem et friskt og intensivt naturstudium." Hun er begravet på Assistens Kirkegård.    

## Uddannelse, rejser og udstillinger
Petersen begyndte sin uddannelse i en tid, hvor kvinder ikke havde adgang til Kunstakademiet. Hun indledte derfor sine studier på Tegneskolen for Kvinder, og dimitterede herfra i 1880. I 1883 rejste hun på studieophold til Rom og året efter til Bretagne. I 1885-86 opholdt Petersen sig i Paris som elev af den franske maler J.J. Henner. Hun vendte tilbage til Paris i 1888, og rejste derfra i foråret 1889 til Spanien sammen med J.F. Willumsen med stop i Madrid, Sevilla, Granada og Álora, før hun vendte tilbage til Paris i juni. 
Kunstakademiet i København åbnede i 1888 Kunstskolen for Kvinder, og Petersen indskrev sig her i 1890 med Viggo Johansen som underviser. I 1904 og 1905 rejste hun i Italien med ophold i Firenze og Rom med maleren Albert Gottschalck, og i Volterra, hvor hun var bosat hos den italienske skulptør Giuseppe Bessi (1857-1922), der underviser privat i sit atelier og er direktør på "Alabasterskolen", der senere udvikler sig til Kunstakademiet i Volterra.
Anna Petersen udstillede 17 gange på Charlottenborg fra 1883-1906. I 1891 udstillede hun på Münchener Jahres-Ausstellung von Kunstwerken aller Nationen og i 1893 på The World's Columbian Exposition i Chicago. Som aktiv i kvindesagen tilsluttede hun sig også bl.a. udstillingen 11 Kunstnerinder i Kunstforeningen i 1891 og Kvindernes Udstilling fra Fortid og Nutid i 1895. Hun udstillede også på Kvindelige Kunstneres Retrospektive udstilling i 1920 på Den Frie. I 2024 var et af Petersens malerier, Bretagne-pige ordner planter i et drivhus, udstillet på Statens Museum for Kunsts udstilling Against All Odds – Historiske kvinder og nye algoritmer.
Hendes kunst indgik samtidig også i Den Hirschsprungske Samlings udstilling Kvindernes moderne gennembrud 1880-1910.

## Værker
Danske kunstmuseer har fire værker af Anna Petersen 
Bretagne-pige ordner planter i et drivhus på Statens Museum for Kunst, Norsk by ved et vand på J.F. Willumsens Museum, 
Under gudstjenesten fra 1890 og
En aften hos veninden. Ved lampelys, — de to sidste begge i 
Den Hirschsprungske Samling. Hendes eneste kendte skulptur er gravmælet over forældrene på Assistens Kirkegård i København.
- Bretagne-pige ordner planter i et drivhus, 1884, Statens Museum for Kunst. 
Foto:  Statens Museum for Kunst
- En aften hos veninden. Ved lampelys, 1891, Den Hirschsprungske Samling. 
Foto:  Den Hirschsprungske Samling
- Buste i en vindueskarm, Italien, mellem 1863 og 1910
- Landsbyparti fra Italien med kvinder i samtale, mellem 1863 og 1910
- Landskab med brønd. Skagen, mellem 1863 og 1910
- Efterårslandskab med en brændesamlerske
- Landskab med to kunstnere i samtale, 1885. Olie på lærred, 109x137cm. Engestofte Gods Privatsamling, Maribo